# Шибаево (село)
Шибаево — село в Еткульском районе Челябинской области России. Входит в состав Печенкинского сельского поселения.

## География
Село находится на востоке Челябинской области, в лесостепной зоне, на берегу озера Безымянного (Зобнина), к югу от озера Лебяжьего, на расстоянии 7 километров (по прямой) к северо-востоку от села Еткуль, административного центра района. Абсолютная высота 200 метров над уровнем моря.

## Население
| 2002 | 2010 |
| ---- | ---- |
| 359  | ↗461 |

Гендерный состав
По данным Всероссийской переписи населения 2010 года в гендерной структуре населения мужчины составляли 49,7 %, женщины — 50,3 %.
Национальный состав
Согласно результатам переписи 2002 года, в национальной структуре населения русские составляли 63 %.

## Улицы
Уличная сеть села состоит из шести улиц.